# Alf Sjöberg
Sven Erik Alf Sjöberg (født 21. juni 1903 i Stockholm, død 17. april 1980) var en svensk teater- og filminstruktør. Som filminstruktør modtog han to gange Den Gyldne Palme ved Filmfestivalen i Cannes; første gang i 1946 for filmen Forfulgt (svensk: Hets, men manuskript af Ingmar Bergman) (som en af 10 andre modtagere grundet pausen under krigen) og anden gang for filmen Frøken Julie (svensk: Fröken Julie) baseret på Strindbergs teaterstykke af samme navn. Prisen i Frøken Julie blev delt med Vittorio De Sicas Miraklet i Milano.
Trods succesen med sine film var Sjöberg primært teaterinstruktør, og han var i årene fra 1930 til 1980 førsteinstruktør på Kungliga Dramatiska Teatern (Dramaten) i Stockholm, hvor han instruerede en lang række opsætning. Sjöberg var også en af de første instruktører på opsætninger på svensk tv, hvor hans opsætning af tv-produktionen af Hamlet var en svensk milepæl.
Han debuterede som filminstruktør i 1929 med stumfilmen Den starkaste, men koncentrerede sig herefter om teateret. Han anden film, Livet som Indsats kom i 1940. Han modtog i 1966 prisen som "bedste instruktør" for filmen Ön ved den svenske prisuddelingen Guldbagge.
Sjöberg døde ved en bilulykke på vej til prøver ved Dramaten.